# One Last Song
One Last Song is een nummer van de Britse zanger Sam Smith uit 2017. Het is de tweede single van zijn tweede studioalbum The Thrill of It All.
"One Last Song" leverde Smith wederom een hit op in zijn thuisland het Verenigd Koninkrijk, waar het een bescheiden 27e positie haalde. In Nederland was de single minder succesvol. De Nederlandse Top 40 of Tipparade werd niet gehaald, wel bereikte het nummer een 89e positie in de Single Top 100.